# Deutscher Herzbericht

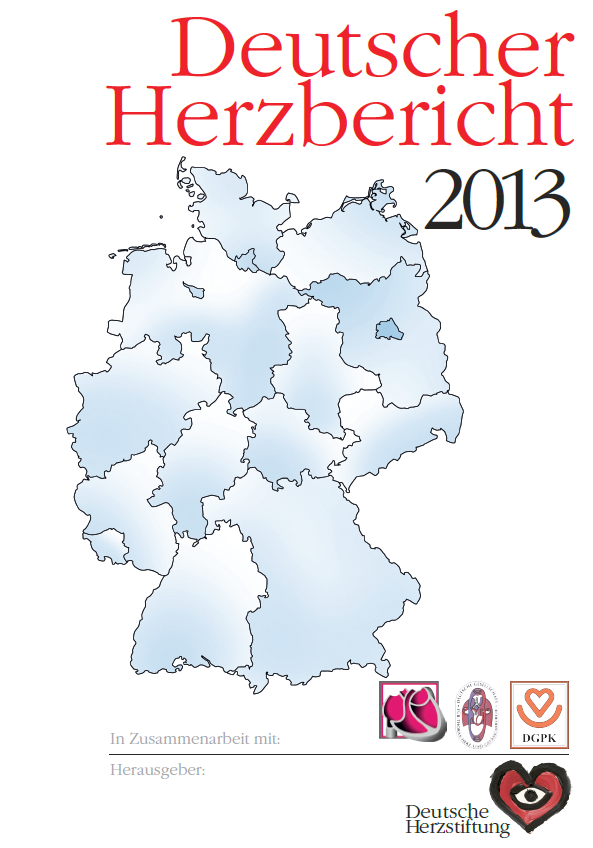
Titelseite Herzbericht 2013

Der Deutsche Herzbericht ist eine den ambulanten und stationären Sektor des Gesundheitssystems übergreifende Analyse der Epidemiologie ausgewählter Herzkrankheiten sowie der kardiologischen und herzchirurgischen Versorgung in Deutschland. Er erscheint jährlich und gilt als wichtige Grundlage für Entscheidungsträger in Gesundheitspolitik, Krankenhäusern und Krankenkassen. So hat beispielsweise Sachsen-Anhalt umgehend den Aufbau eines Herzinfarkt-Registers beschlossen, nachdem durch den Herzbericht bekannt worden war, dass die Herzinfarkt-Sterblichkeit in diesem Bundesland deutlich über dem Bundesdurchschnitt liegt.

## Entstehungsgeschichte
Der Herzbericht wurde ursprünglich auf Veranlassung der 59. Gesundheitsministerkonferenz erstellt. Verfasser und Herausgeber der 23 Ausgaben von 1989 bis 2011 ist Lt. Ministerialrat a. D. Ernst Bruckenberger (Hannover), der im Niedersächsischen Sozialministerium von 1979 bis 2004 als Referatsleiter für Krankenhausplanung, -finanzierung und -bauplanung tätig war. Nach seinem altersbedingten Rückzug hat die Deutsche Herzstiftung ab 2012 die Herausgeberschaft übernommen – in Zusammenarbeit mit den ärztlichen Fachgesellschaften für Kardiologie (DGK), Herzchirurgie (Deutsche Gesellschaft für Thorax-, Herz- und Gefäßchirurgie) und Kinderkardiologie (Deutsche Gesellschaft für Pädiatrische Kardiologie).
Der erste Herzbericht ist 1989 erschienen, damals noch unter dem Titel Bericht des Krankenhausausschusses der Arbeitsgemeinschaft der leitenden Medizinalbeamten (AGLMB) zur Situation der Herzchirurgie 1988 in der Bundesrepublik Deutschland. In den ersten zehn Jahren lag der inhaltliche Schwerpunkt des Berichts auf der herzchirurgischen Versorgung, was sich aus der ursprünglichen Intention – die Einschätzung des Bedarfs an herzchirurgischen Zentren – erklärt und auch im Titel Situation der Herzchirurgie in Deutschland zum Ausdruck kam.
Mit dem 1998 erschienenen 10. Herzbericht wurde in die Analyse erstmals auch die Transplantationschirurgie in Deutschland einbezogen, wobei nicht nur Herz-Transplantationen, sondern auch Transplantationen von Lunge, Nieren, Leber und Pankreas dargestellt wurden. Erst ab dem 22. Herzbericht beschränkte sich die Analyse auf Herz- und Herz/Lungen-Transplantationen. Ab der 12. Ausgabe wurde auch der kardiologischen und kinderkardiologischen Versorgung zunehmend größere Aufmerksamkeit im Herzbericht gewidmet.
Die Herzbericht-Ausgaben für die Jahre 2000 bis 2010 enthielten sogar einen Dreiländervergleich der Epidemiologie, Angebotsstruktur und Leistungsentwicklung der Kardiologie und Herzchirurgie in Deutschland, Österreich und der Schweiz.
Der Herzbericht erscheint jeweils in der zweiten Hälfte des auf das Berichtsjahr folgenden Jahres. Einzelne Ausgaben des Herzberichtes sind zusätzlich auf Englisch erschienen. Anfang 2015 erschien erstmals eine Kurzfassung des Herzberichts in den englischsprachigen Fachzeitschriften Clinical Research in Cardiology (DGK) und The Thoracic and Cardiovascular Surgeon (DGTHG).
Seit 2016 steht der Herzbericht Fachkreisen auch im PDF-Format zur Verfügung.

## Inhalte
Im Herzbericht wird zunächst die Häufigkeit (stationäre Morbidität) von ausgewählten Herzkrankheiten (akuter Herzinfarkt, Ischämische Herzkrankheiten, Herzinsuffizienz, Herzrhythmusstörungen, Herzklappenkrankheiten und angeborene Fehlbildungen der Kreislaufsystems) – auf Grundlage der stationär behandelten Patienten – und die Sterblichkeit an diesen Erkrankungen in Deutschland, aufgeteilt nach Altersgruppen, Geschlecht und Bundesländern (Wohnort der Patienten), für das Berichtsjahr dargestellt. Darüber hinaus werden die Häufigkeits- und Sterblichkeitsraten auch für die zurückliegenden Jahre, teils für bis zu drei Jahrzehnte, angegeben, was eine Analyse der zeitlichen Entwicklung erlaubt.
Im Hauptteil wird – jeweils aktuell für das Berichtsjahr – die kassenärztliche Versorgungssituation bei kardiologisch oder herzchirurgisch ambulant, stationär und rehabilitativ behandelten Patienten mit ausgewählten Herzkrankheiten in Deutschland, die Angebots- und Leistungsstruktur der Kardiologie, Herzchirurgie, Kinderkardiologie und Kinderherzchirurgie in den Bundesländern sowie die Entwicklung diagnostischer und therapeutischer Leistungen in der Herzmedizin über die letzten Jahrzehnte dargestellt und analysiert. In den Versorgungsanalysen werden Sterblichkeit und stationäre Morbidität für ausgewählte Herzkrankheiten teils bis auf Kreisebene differenziert angegeben.
Hinzu kamen – bis zum 24. Herzbericht – auch Gastbeiträge, u. a. zum Thema Kardiologische Rehabilitation sowie zur Epidemiologie und Versorgung von Erwachsenen mit angeborenen Herzfehlern (EMAH).

### Daten-Herkunft
Die im Herzbericht dargestellten und analysierten Daten stammen u. a. vom Statistischen Bundesamt (Wiesbaden), den Statistischen Landesämtern der Bundesländer, der Kassenärztlichen Bundesvereinigung (Berlin), der Bundesärztekammer (Berlin), der Deutschen Rentenversicherung, dem Robert Koch-Institut und der Deutschen Stiftung Organtransplantation (DSO) sowie aus statistischen Erhebungen der Deutschen Gesellschaft für Kardiologie – Herz- und Kreislaufforschung, der Deutschen Gesellschaft für Thorax-, Herz- und Gefäßchirurgie (DGTHG), der Deutschen Gesellschaft für Pädiatrische Kardiologie (DGPK), der Deutschen Gesellschaft für Prävention und Rehabilitation von Herz-Kreislauferkrankungen, des AQUA-Instituts, des Instituts für Qualitätssicherung und Transparenz im Gesundheitswesen und eigenen Erhebungen des Verfassers.

## Aktuelle Ausgabe
- Deutsche Herzstiftung e. V. (Hrsg.): 35. Deutscher Herzbericht – Update 2024. Frankfurt 2024, 180 Seiten.

Sie kann auf der Internetpräsenz (s. u.) kostenfrei angefordert werden.